# Bill Haslam
William Edward "Bill" Haslam (født 23. august 1958 i Knoxville, Tennessee) er en amerikansk politiker. Han var den 49. guvernør for den amerikanske delstat Tennessee fra 2011 indtil 2019. Fra 2003 til 2011 var han borgmester i hjembyen Knoxville. Han er medlem af det Republikanske parti.

## Politisk karriere

### Borgmester
Haslam vandt i 2003 valget til borgmesterposten i Knoxville over Madeline Rogero, og blev den 20. december 2003 indsat som ny borgmester, hvor han afløste partifællen Victor Ashe. I 2007 blev Bill Haslam genvalgt med 87% af stemmerne.

### Guvernør
Den 6. januar 2009 meddelte Bill Haslam at han gik efter at blive det Republikanske partis nominerede til guvernørvalget i Tennessee, i november 2010. Ved partiets primærvalg i juli 2010 fik Haslam 47.3% af stemmerne, mod Zach Wamps 29.2% og Ron Ramseys 22.1%. Haslam vandt 2. november 2010 guvernørvalget over sin demokratiske modkandidat Mike McWherter med 65.5% af stemmerne. Bill Haslam blev 15. januar 2011 taget i ed som Tennessees 49. guvernør, hvor han afløste demokraten Phil Bredesen.

## Privat
Bill Haslam har en bachelor i historie fra Emory University i Atlanta forstaden Druid Hills.
Haslam har siden 1981 været gift med Crissy, og de har sammen 2 døtre og en søn.